# Alto Araguaia (gemeente)
Alto Araguaia is een gemeente in de Braziliaanse deelstaat Mato Grosso aan de bovenloop van de Araguaia. De gemeente telt 14.611 inwoners (schatting 2009).